# Halogenderiváty
Halogenderiváty (halogenové uhlovodíky, v anglické odborné literatuře haloalkanes, jde-li o deriváty alkanů) jsou deriváty uhlovodíků, které vznikly substitucí alespoň jednoho atomu vodíku daného uhlovodíku halogenem.
Pokud jím byl chlór nebo fluor, jedná se o chlorfluorované uhlovodíky, což je současně jejich nejpočetnější a nejvýznamnější skupina (část jejích sloučenin má komerční označení freony). Další podskupiny mohou být například halogenuhlovodíkové polymery a perfluorové uhlovodíky (které zahrnují mimo jiné teflon).

## Názvosloví
Základem systematického názvosloví je název základního uhlovodíku, který se očísluje tak, aby čísla substituovaných atomů uhlíku byla co nejnižší. Dvojitá vazba má přednost před halogenem. Názvoslovné předpony halogenů (fluor-, chlor-, brom-, jod-) řadíme podle abecedního pořadí.
Radikálové názvosloví je odvozeno jako spojení uhlovodíkového radikálu (alkyl-) a halogenového radikálů (-halogenid). 3-brompropan je takto pojmenován jako propylbromid, místo chlorethenu se často používá název vinylchlorid.
Triviální názvy se ujaly zvláště u trihalogenmethanů(tzv. „haloformy“) – fluoroform, chloroform, bromoform, jodoform. Známá je také zkratka pesticidu HCH neboli 1,2,3,4,5,6-hexachlorcyklohexan (číslování se zde pro jednoduchost často vynechává) nebo také perchlorbenzen.

## Příprava
Halogenderiváty se v přírodě nevyskytují, lze je připravit pouze synteticky.

### Substituce radikálová
Halogenderiváty lze připravit radikálovou substitucí alkanů. Jedná se o řetězovou reakci, příznačnou velkou hodnotou aktivační energie. Používají se radikálové chlorace, bromace či jodace. V případě fluorací se vzhledem k silným oxidačním účinkům fluoru jedná spíše o spalování. Dochází ke krakování řetězce, konečnými produkty jsou tetrafluormethan a fluorovodík. Celý děj se skládá z mnoha kroků, které lze rozdělit do 3 skupin
Iniciace je krok, při kterém dochází ke vzniku reaktivního radikálu. Je energeticky nejnáročnější, vyžaduje buď přítomnost ultrafialového záření nebo iniciátoru (např. dibenzoylperoxid). Reakce se zúčastňuje jen molekula činidla.
Propagace je řadou dějů, při kterých dochází k přenosu reaktivního centra z jedné částice na jinou. Do této části halogenace vstupuje substrát a radikály vytvořené při iniciaci.
Terminace označuje třetí část děje, kdy dochází k zániku reaktivních částic jejich vzájemnou rekombinací.

## Významné sloučeniny halogenderivátů v medicíně
- chloroform CHCl3 – dříve využíván jako anestetikum; Po zjištění nežádoucích účinků na centrální nervovou soustavu byl nahrazen jinými anestetiky
- ethylchlorid CH3CH2Cl – užívá se jako lokální anestetikum
- halotan CF3CBrHCl – využívá se jako silné celkové anestetikum s nízkými analgetickými účinky
- chlortetracykliny – širokospektrální antibiotika
- perfluordekalin – využívá se jako krevní náhrada
- ciprofloxacin – antibiotikum, které ničí bakteriální infekce např. infekce močového měchýře a ledvin
- 5-fluoruracil – významné kancerostatikum, které působí specificky na buněčný cyklus
- DDT (1,1,1-trichlor-2,2-bis(p-chlorfenyl)ethan) – dříve používáno jako insekticid např. proti komárům přenášejícím malárii, kvůli škodlivým účinkům se tato látka přestala používat